# 禁入墳場 (2019年電影)
是一部2019年美國超自然恐怖片，這是第二次改編自史蒂芬·金的1983年同名小說，第一次改編是1989年電影。該片由凱文·科爾施和丹尼斯·維德米耶共同執導，傑夫·布希勒編劇，傑森·克拉克、艾美·塞梅茲及約翰·李斯高主演。其劇情圍繞著路易斯一家人在搬到鄉間的一處動物墳場旁後，卻碰上了一連串的怪事。該片2019年4月5日在美國上映。
2023年推出Paramount+發行的前傳電影《禁入墳場：血脈》。

## 劇情
路易斯·克里德醫師和他的太太瑞秋，以及他的一對子女從波士頓搬到緬因州的鄉間之後，發現一處隱藏在新家附近樹林深處的神秘墓場。當一場悲劇發生之後，路易斯接受了異於常人的鄰居賈德·柯蘭鐸的幫助，觸發了一連串的連鎖反應，並且釋放了一種令人無法想像的邪惡力量，造成了可怕的後果。

## 演員
- 傑森·克拉克飾演路易斯·克里德[2]
- 艾美·塞梅茲（英语：Amy Seimetz）飾演瑞秋·克里德[3]
- 約翰·李斯高飾演賈德森·「老賈」·柯蘭鐸[4]
- 潔特·勞倫斯飾演艾莉諾·「艾莉」·克里德
- 雨果與盧卡斯·拉佛伊飾演蓋吉·克里德（英语：Louis Creed）
- 歐布沙·阿梅德飾演維克多·帕斯考
- 艾莉莎·布魯克·李維飾演莎黛·高德曼

## 製作
2010年3月，宣布史蒂芬·金小說《禁入墳場》將推出重拍版電影（該書曾於1989年推出過改編電影，以及1992年的續集《禁入墳場2》），麥特·格林伯格正在撰寫劇本。2013年10月，製片人洛倫佐·迪·波納文圖拉和史蒂文·施奈德將參與製作，且由璜·卡洛斯·佛瑞斯納迪歐執導。
2017年12月7日，派拉蒙影業宣布，新版《禁入墳場》電影將由凱文·科爾施和丹尼斯·維德米耶將根據傑夫·布希勒的劇本來執導，而迪·波納文圖拉、施奈德及馬克·瓦拉迪安則會擔任監製。
2018年4月16日，宣布傑森·克拉克加入擔任主演路易斯·克里德。2018年5月4日，據報導，約翰·李斯高已加入飾演賈德·柯蘭鐸一角。2018年6月1日，宣布艾美·塞梅茲將飾演女主角瑞秋（Rachel）。
主要拍攝於2018年6月18日開始進行。

## 發行
在美國，《禁入墳場》原定於2019年4月19日上映，後來改至2019年4月5日。